# Inner City
Inner City er en musikgruppe fra U.S.A. bestående af Kevin Saunderson og Paris Grey.